# Циплакова Олена Октябрівна
Циплакова Олена Октябрівна (нар. 1958) — радянська та російська актриса театру і кіно, кінорежисер. Заслужена артистка Росії (1996). Народна артистка Росії (2015). Лауреатка ряду всеросійських і міжнародних кінофестивалів.

## Життєпис
Народилася 13 листопада 1958 р. в Ленінграді в родині художників-графіків Октября Івановича та Зої Василівни Циплакових.
У 1976—1978 рр. навчалася на акторському факультеті Державного інституту театрального мистецтва ім. Луначарського.
Закінчила акторський (1979, майстерня Л. Куліджанова, Т. Ліознової) та режисерський факультети Всесоюзного державного інституту кінематографії (1985, майстерня О. Алова і В. Наумова).
Грала в Малому театрі (в трупі театру у 1978—1981 та у 1981—1984 рр. — за договорами).
Ще будучи школяркою, почала зніматися в кіно. Зокрема, в картинах режисера Дінари Асанової: «Не болить голова у дятла» (1974), «Ключ без права передачі» (1976).
Знялась в стрічках Одеської кіностудії: «Ненависть» (1977, Нюра), «Д'Артаньян та три мушкетери» (1978, т/ф, 3 с, Кетті, служниця Міледі).
Плідно працює як режисер-постановник — поставила ряд кінофільмів і серіалів (у співавт.).
Декан факультету кіно і ТБ Університету Наталії Нестерової.

## Фільмографія

### Акторські роботи
- «Не болить голова у дятла» (1974, Іра Федорова; реж. Дінара Асанова)
- «Крок назустріч» (1975, новела «Дочка капітана»; Ліда)
- «Іван і Коломбіна» (1975, Анка)
- «Ключ без права передачі» (1976, Таня Косицька; реж. Дінара Асанова)
- «Вдови» (1976, сільська дівчинка)
- «Ненависть» (1977, Нюра; Одеська кіностудія)
- «У зоні особливої уваги» (1977, лісникова онука Настя)
- «Д'Артаньян та три мушкетери» (1978, т/ф, 3 с, Кетті, служниця Міледі; реж. Георгій Юнгвальд-Хількевич, Одеська кіностудія)
- «Пригоди принца Флоризеля» («Клуб самогубців, або Пригоди титулованої особи») (1979, Джоан)
- «Шкільний вальс» (1978, Зося Кнушевицька; реж. Павло Любимов)
- «Адам одружується з Євою» (1980, Єва, акушерка)
- «Швидше власної тіні» (1980, Олена; реж. Павло Любимов)
- «Карл Маркс. Молоді роки» (1980, Марі Бернс; реж. Лев Куліджанов)
- «Які наші роки!» (1980, Тома)
- «Нікудишня» (1980, дівчина в компанії; реж. Дінара Асанова)
- «Ключ» (1980, Женя Степанова (Єршова); реж. Олексій Коренєв)
- «Крах операції „Терор“» (1980, чекістка Ліда, «Ніна Батіжур»)
- «Ми з джазу» (1983, Катя Боброва, естрадна зірка Ізабелла Фокс (вокал — Олґа Піраґс); реж. Карен Шахназаров)
- «Троє на шосе» (1983, Ліза, дружина Анатолія)
- «Гостя з майбутнього» (1984, Марія, співробітниця Інституту Часу)
- «Щаслива, Женька!» (1984, Женька Корабльова, медсестра)
- «Діти сонця» (1985, Фіма, прислуга)
- «Картина» (1985, Таня)
- «Особистий інтерес» (1986, Олена Олексіївна, дочка Кунцевича)
- «Гардемарини, вперед!» (1987, імператриця Єлизавета Петрівна; реж. С. Дружиніна)
- «Де міститься нофелет?» (1987, дівчина в гуртожитку)
- «За прекрасних дам!» (1989, Віра)
- «Сукині діти» (1990, Галочка; реж. Леонід Філатов)
- «Поліцейські і злодії» (1997, Жанна; реж. Микола Досталь)
- «Кому я винен — всім прощаю» (1998, Петра, колишня однокласниця Олександра; реж. Валерій Пендраковський)
- «Сімейні таємниці» (2001, т/с, Софія)
- «Сага древніх булгар. Лествиця Володимира Красне Сонечко» (2004, Слава, тітка Володимира)
- «Ціль бачу» (2013, Алдоніна, полковник)
- «Чорна кішка» (2016, т/с, Лідія Мішина, мати Івана)
- «Свідоцтво про народження» (2017, т/с, Анна) та ін.

### Режисер-постановник
- «Громадянин, що тікає» (1988, к/м)
- «Очеретяний рай» (1989)
- «На тебе уповаю» (1992)
- «Сімейні таємниці» (2001, т/с)
- «Смугасте літо» (2004, т/с)
- «Дід Мороз мимоволі» (2007)
- «Жінка без минулого» (2008, т/с, у співавт.)
- «Кармеліта. Циганська пристрасть» (2009—2010, т/с, у співавт.)
- «Таке звичайне життя» (2010, т/с, у співавт.)
- «Перше кохання» (2013, т/с, у співавт.)
- «Поки станиця спить» (2014, т/с, у співавт., Росія—Україна)
- «Свідоцтво про народження» (2017, т/с)

## Фестивалі та премії
За режисерські роботи:
- 1990 — Міжнародний кінофестиваль у Сан-Себастьяні: Приз журі в конкурсі молодого кіно (1989 «Очеретяний рай»)
- 1994 — МКФ «Жінки на екрані» в Єкатеринбурзі: Перший приз (1992 «На тебе уповаю»)
- 1994 — МКФ для дітей в Беллінзоне: Спеціальний приз журі (1992 «На тебе уповаю»)
- 1994 — МКФ мелодрами «Кришталева сльоза» в Магнітогорську: Головний приз професійного журі (1992 «На тебе уповаю»)
- 1995 — МФ фільмів про права людини «Сталкер» в Москві: Приз «Сталкер» (1989 «Очеретяний рай»)

За акторські роботи:
- 2013 — Приз «Золотий меч» за найкращу жіночу роль другого плану (фільм «Ціль бачу») на XI Міжнародному кінофестивалі військового фільму імені Ю. Озерова (г. Тула)
- 2015 — Приз в номінації «Найкраща жіноча роль» у фільмі «Ціль бачу» реж. Є. Сокурова на VII Міжнародному фестивалі кіно і телепрограм для сімейного перегляду ім. В. Леонтьєвої «Від щирого серця» (31 травня 2015 року, Ульяновськ)